# Ходзь (река)
Ходзь (адыг. Кодз, адыг. Фэдз) — река в Краснодарском крае и Адыгее (Россия), левый приток Лабы (бассейн Кубани).
Длина — 88 км, площадь водосборного бассейна — 1250 км². Общее падение — 1715 м, уклон — 19,48 м/км. В верховьях имеются водопады.

## Течение
Река берёт начало на склонах горы Большой Тхач, на территории Адыгеи, и тут же покидает её территорию, входя в пределы Краснодарского края. Вначале — общее направление течения на восток, позже — на север. У посёлка Узлового принимает крупный правый приток — реку Бугунж. Ниже хутора Кизинка поворачивает на восток. Ниже станицы Бесленеевской — общее направление течения на север. Ниже станицы Переправной покидает горно-лесную зону и выходит в долину Лабы. Ходзь на протяжении 22 км течёт параллельно Лабе по её долине. У хутора Первомайского принимает крупный левый приток — реку Губс. Ниже устья реки Фаджако покидает территорию Краснодарского края и снова входит в пределы Адыгеи. Впадает в реку Лабу с левой стороны, в 180 км от её устья, в 1,7 км к востоку от аула Ходзь. Высота устья — 305 м над уровнем моря.
Протекает по территории Майкопского и Кошехабльского районов Адыгеи, а также по территории Мостовского района Краснодарского края.

## Бассейн
- Ходзь
  - Бугунж — (пр)
    - Ачешбок — (лв)
      - Тхач — (лв)

  - Гурман — (лв)
  - Кизинчи — (лв)
  - Кайдан — (лв)
  - Губс — (лв)
    - Псекеф — (пр)
    - Грязнушка (Адарам) — (лв)
    - Джигитлевка — (лв)
    - Кунак-Тау — (лв)

  - Фаджако — (лв)

## Населённые пункты
- посёлок Узловой
- станица Баговская
- хутор Кизинка
- станица Бесленеевская
- станица Переправная
- хутор Садовый
- хутор Высокий
- хутор Первомайский
- хутор Весёлый
- аул Ходзь

## Данные водного реестра
По данным государственного водного реестра России относится к Кубанскому бассейновому округу, водохозяйственный участок реки — Лаба от истока до впадения реки Чамлык. Речной бассейн реки — Кубань.
Код объекта в государственном водном реестре — 06020000712108100003564.

## Галерея
- Мост через реку в Кизинку
- Вид к югу от моста
- Вид к югу от моста
- Вид к северу от моста
- Вид к северу от моста

## Топографические карты
- Лист карты L-37-141 Каменномостский. Масштаб: 1 : 100 000. Состояние местности на 1983 год. Издание 1985 г.
- Лист карты L-37-142 Псебай. Масштаб: 1 : 100 000. Состояние местности на 1983 год. Издание 1985 г.
- Лист карты L-37-130 Лабинск. Масштаб: 1 : 100 000. Состояние местности на 1983 год. Издание 1985 г.